# Aleees
Les Aleees (en grec antic: Ἀλεαῖα) eren uns jocs panegírics que se celebraven cada any al festival de Tègea en honor de la deessa Atena Àlea. Els actes tenien lloc a la rodalia d'un gran temple dedicat a Atena Àlea, on se celebraven concursos que només es coneixen per la breu descripció que en fa Pausànies a partir de les inscripcions que es conservaven en aquell lloc a la seva època.